# Катайр Мор
Катайр Мор — він же Катайр Великий, Кахерь Мор, Катайр мак Федлімід (давньоірл. Cathair Mór) — Верховний король Ірландії, син Федліміда Фір Ургалайса, нащадок Муг Корба. Роки правління: 113–116 рр. н. е. (згідно з хроніками Джеффрі Кітінга) або 119–122 роки н. е. (згідно з «Книгою Чотирьох Майстрів»). Засновник багатьох королівських династій Ленстера. Згідно з легендами мав 30 синів, але тільки 9 з них мали нащадків. Його дочка Кохранн була матір'ю одного з феніїв — Діармуда О'Дувне (давньоірл. Diarmuid Ua Duibhne) — одного з легендарних героїв Ірландії.

## Прихід до влади і правління
З легенд незрозуміло, чому саме він успадкував трон, а не син попереднього верховного короля, що помер своєю смертю. Імовірно, верховний король в давній Ірландії вибирався, а не отримував свій титул у спадок. Згадується в ірландських легендах такий звичай. Коли помирав король, збирались ірландці і приносили в жертву бика. Потім один з ірландських мужів їв м'ясо цього бика донесхочу, пив відвар м’яса бика, потім над його ложем говорили слова правди. І кого цей муж бачив у сні, тому і судилось бути верховним королем Ірландії. Цей звичай, очевидно був пережитком родо-племінної демократії і був причиною чисельних війн в історії Ірландії. І можливо, саме так і прийшов до влади Катайр Мор. Судячи по всьому він був безвладним королем, прийшовши до влади уже немічним і старим, і він не міг протидіяти руйнівним процесам ворогування кланів та васальних королівств в Ірландії.

## Катайр Мор у літературі та фольклорі
Згадується в давній ірландській скелі «Пісні дому Бухета». Згідно з легендою, Етне – дочка верховного короля Катайра Мора виховувалась в домі Бухета – господаря одного з сакральних домів Ірландії функції яких, очевидно, полягали в наданні притулку подорожнім та переслідуваним. Сини Катайра Мора (яких було чимало) зловживали гостинністю дому Бухета відвідуючи сестру разом зі своїми озброєними загонами, аж доки не знищили всю його худобу і повністю не розорили дім. Бухет поскаржився верховному королю, але той відповів: «…Але нічого не можу зробити, лише тільки визнати твоє горе». Бухет тоді змушений був покинути дім і втекти разом з Етне таємно далеко на південь. Тільки верховний король Кормак чи то Конн Сто Битв зміг відновити справедливість, розшукати Бухета й відшкодувати йому втрачене майно сторицею.

## Смерть і наступник
Катайр Мор правив три роки, після чого був вбитий біля Луагне, що біля Тари, Конном Сто Битв, який став наступним верховним королем Ірландії в результаті заколоту і перевороту.